# Osteocephalus taurinus
La rana de casco común (Osteocephalus taurinus) es una especie de anfibios de la familia Hylidae.
Habita en Bolivia, Brasil, Colombia, Ecuador, Guayana Francesa, Guayana, Perú, Surinam y Venezuela.
Sus hábitats naturales incluyen bosques tropicales o subtropicales secos, sabanas secas, ríos, marismas intermitentes de agua dulce, canales y diques. Está amenazada de extinción por la destrucción de su hábitat natural. Se sabe que produce bufotenina.